# فرجينيا إليز كليم بو
فرجينيا إليز كليم بو (بالإنجليزية: Virginia Eliza Clemm Poe) (و. 1822 – 1847 م) هي كاتِبة أمريكية، ولدت في بالتيمور، توفيت في Fordham, Bronx ‏، عن عمر يناهز 25 عاماً ، بسبب سل.